# Šaka
Šaka, potažmo Čaka, v Evropě známý i jako generál Shaka nebo pod přezdívkou Černý Napoleon, (asi 1787 – 22. září 1828) byl významný africký vojevůdce, náčelník a sjednotitel Zuluů. Svého postavení dosáhl díky rozsáhlým a účelným vojenským reformám a brutální výbojné politice. Šaka je dodnes pokládán za jednoho z největších a nejschopnějších vůdců v dějinách Afriky, kterému se díky zavedení reformy domorodého válečného umění podařilo vybudovat vojenský stát, jenž se prosadil jako obávaná regionální mocnost.

## Mládí a léta vzestupu
Šaka se narodil jako nemanželský syn ženy z klanu Langeni jménem Nandi a náčelníka Zuluů Senzangakona. Krátce po porodu Senzangakon přijal Nandi za svou třetí manželku, avšak díky její prudké povaze a vzájemným konfliktům ji i s dětmi často stěhoval na různé usedlosti. Šaka se v těchto letech převážně věnoval pastvě koz a jednoho dne ztratil otcovo oblíbené zvíře. Když se matka při prudké hádce svého syna zastala, byla i s potomky poslána zpět ke klanu Langeni. Jeho příslušníci měli obavy, že budou nuceni vrátit labolu, a proto na návrat zapuzené rodiny reagovali vesměs negativně. Do čtrnácti let byl Šaka vychováván bez otcovské autority, odděleně od vrstevníků, a v atmosféře pohrdání, a stalo se z něj zamlklé a nedůvěřivé dítě. V roce 1802 zasáhl oblast, kde žil, hlad, a jeho matka byla i s dětmi opět vyhnána. Uchýlila se proto k muži jménem Gendejana ze subklanu Qvabe, u nějž Šaka dospěl. Po rušném dětství ze Šaky vyrostl muž značné fyzické síly a inteligence. Jelikož se jevil jako perspektivní válečník, projevili o něj zájem jak Zuluové, tak klan Langeni. Avšak Šaka Langeni nenáviděl a bál se svého otce, rozhodl se proto následovat matku ke klanu Dlečeni, jenž byl přímo podřízen Mtetvům v čele s náčelníkem jménem Dingiswajo. Pravděpodobně v roce 1810 Šaka vstoupil do oddílu iziCwe (cve) mtetwské armády, kde sloužili svobodní bojovníci. Ve službě prokázal značnou obratnost i organizačního ducha a brzy se stal velitelem oddílu (ibuto). Jakmile dosáhl tohoto postavení, začal realizovat reformy, mezi něž patřilo zejména zavedení nového typu oštěpu a inovace výcviku v boji se štítem. Nový druh výzbroje i výcviku poprvé Šaka uplatnil v bitvě Mtetvů s klanem Buthelezi. Když proti sobě stanula obě vojska ve formaci a válečník z protivníkovy strany vyběhl dopředu, aby předvedl rituální vychloubání gija, Šaka jej jediným úderem usmrtil a ihned vydal pokyn k útoku na zbytek Butheleziů. Po vítězném boji a kapitulaci náčelníka Pungaše se Mtetvům podrobili nejen poražení, z nichž zůstala jen hrstka bojovníků, ale také menší klany, mezi něž patřili i Zuluové, kteří v minulosti utrpěli od klanu Buthelezi řadu porážek. Nejen tyto úspěchy při územní expanzi Mtetvské říše upoutaly pozornost náčelníka Dingiswaji. Šaka se brzy stal jeho oblíbencem, a to i přes skutečnost, že bez milosti vyhlazoval tam, kde se Dingisvaja spokojil s podrobením. Navíc byl jmenován členem sněmu a dostal volnou ruku při zavádění nových vojenských inovací. Když roku 1816 zemřel Senzangakon, jemuž po podrobení Zuluů Dingiswaja umožnil setrvat dál ve své funkci, byl Šaka mtetvským náčelníkem pověřen, aby převzal jeho místo. Na území svého mrtvého otce se vrátil v čele silného oddílu a okamžitě nechal usmrtit svého nevlastního bratra Sigujanu, který mezitím převzal náčelnickou pozici. Druhý Senzangakonův dědic Dingane, který se zaručil Šakovi věrností, byl ušetřen. Posléze Šaka založil nový panovnický kraal, který pojmenoval KwaBulavajo („Místo toho, kdo zabíjí s výčitkami“) a jeho prvořadou starostí se stalo doplnění chudých kozích a kravských stád. Zalíbení prý nalezl zejména v dobytku sněhobílé barvy.

## Vládce Zuluů

### Reformy vojska a první výboje

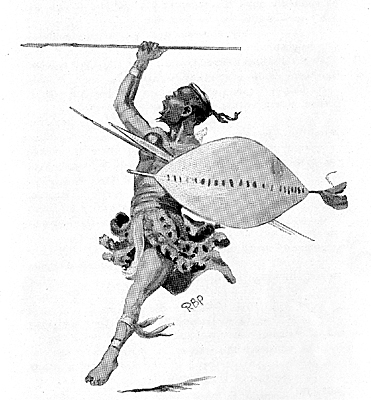
Skica zulského válečníka

Aby mohl Šaka dosáhnout tohoto cíle, bylo nutno věnovat pozornost zulské armádě. Zpočátku měl pod svým velením asi 350 – 400 mužů, které podle věku rozdělil do čtyř oddílů. První skupinu nazvanou fasimba tvořili mladí chlapci, které mohl od prvních dnů cvičit v duchu vlastní bojové koncepce. Byli jeho nejoblíbenějšími vojáky a stali se vzorem pro všechny další zulské jednotky. Další oddíl se nazýval gamule a byli do něj začleněni mladíci kolem dvaceti let, jež prozatím nenosili kroužek z vláken isicoco (připevňovali si jej do vlasů muži, chystající se k prvnímu sňatku). Tím se lišili od asi třiceti až čtyřicetiletých svobodných mužů z oddílu jubingqvana, kteří se směli oženit až po prokázání zdatnosti v boji a po zabití prvního nepřítele. Starší a ženatí Zuluové náleželi do čtvrtého oddílu vombe. Těm bylo umožněno žít v příbytcích se svými manželkami, ale byli povinni se účastnit výcviku a válečných tažení. V týlovém zabezpečení Šaka zavedl oddíly dibi, které tvořili patnáctiletí až šestnáctiletí mladíčci, jejichž úkolem bylo nosit válečníkům rohože na spaní, náhradní oštěpy, jídlo a vodu. Každý z bojovníků měl k dispozici tři až čtyři chlapce.
Krátce poté, co Šaka své muže vycvičil v boji s novým typem oštěpu (klva, iklwa) a zlepšil jejich už tak vynikající fyzickou kondici, napadl centrální usedlost klanu Langeni. Jeho příslušníci byli v brzkých ranních hodinách obklíčeni zulskou armádou a nezmohli se na žádný odpor. Šaka posléze nechal nastoupit všechny přítomné muže a vybíral mezi nimi ty, kteří mu způsobovali příkoří v dětství. Vzápětí je nechal zaživa narazit na kůly obklopující usedlost. Propuštěno bylo pouze několik jedinců, u nichž si Šaka vzpomněl, že jeho matce prokázali nějakou laskavost. Těm dokonce daroval býka, nicméně byli nuceni se až do večera dívat na utrpení svých soukmenovců. To skončilo až za soumraku, kdy byli muži na kůlech zabiti a usedlost byla zapálena. Zbylí příslušníci klanu Langeni, stejně jako řada slabších klanů v okolí, byla začleněna do řad Zuluů. Dalším Šakovým cílem se opět stal klan Buthelezi, který byl již v minulosti podroben, ale počínal si jako svobodný. Náčelník Pungaš svého protivníka značně podcenil a Zuluové bitvu rozhodli prvním prudkým útokem. Šakovy oddíly zmasakrovaly nejen vojáky Butheleziů, ale i ženy a děti, které přišly sledovat střetnutí z blízkého návrší. Boj přežilo jen několik mužů, kteří se svým náčelníkem Pungašem utekli na sever ke kmenu Ndwandvey. Zde však byl Pungaš vyslechnut a posléze na rozkaz náčelníka Zvide popraven. Jelikož se Šaka dál pokládal za vazala Mtetvů, odeslal Dingisvajovi skot, který náležel klanu Buthelezi. Po vítězném završení tažení pak obrátil svou pozornost proti sousedním Ngvaneniům a Hlubiům, kteří žili na úpatí Dračích hor. Náčelník Hlubiů Mtimkhulu byl zabit již v prvních bojích a jeho kmen se rozpadl na tři části. Jedna z těchto odnoží zůstala na úpatí Dračích hor a brzy splynula se Zuluy.

### Válka s kmenem Ndwandvey
Do roku 1817 se Šakovi podařilo území Zuluů (KwaZulu) zvětšit čtyřnásobně. Jeho armáda se rozrostla na 2000 mužů a 800 příslušníků fasimba. Téhož roku se rozhodl náčelník Dingisvaja napadnout kmen Ndwandvey, jehož náčelník Zvide byl kdysi blízkým přítelem jeho otce. Předtím, než se svými muži opustil kraal, požádal o podporu Šaku, ten se však nešťastnou souhrou okolností opozdil a Dingisvaja, který se za neznámých okolností příliš vzdálil od svých bojovníků, byl zajat hlídkou Ndwandeveyů. Překvapený Zvide dva dny držel Dingisvaju v zajetí, jelikož se obával, že jde o léčku, posléze však uřízl zajatci hlavu a daroval ji své matce. Když Šaka dorazil do míst bojů, již sledoval jen zmatený ústup Mtetvů. Pozici vládce nad kmenem po mrtvém Dingisvajovi zaujal jeho nevlastní bratr, nicméně po vážných meziklanových rozbrojích jej Šaka odstranil. Pohlavárem Mtetvů pak jmenoval svého blízkého a loajálního přítele a sebe ustanovil nejvyšším náčelníkem celé konfederace, v níž přední místo zaujal klan Zuluů.
V roce 1818 se náčelník Zvide rozhodl skoncovat s rostoucí Šakovou říší a s dvojnásobně silnějším vojskem vpadl na jeho území. Zuluové se seskupili do kruhové formace kolem hory Gqokli a své zálohy skryli v nedaleké proláklině. Jelikož válečníci kmene Ndwandvey nebyli cvičeni pro boj zblízka, byli několikrát odraženi. V odpoledních hodinách se proto náčelník Zvide rozhodl své unavené oddíly vyslat do posledního frontálního náporu. V té chvíli zasáhly do boje zálohy Zuluů, které část protivníkových sil odřízly a zdecimovaly. Ndwandvové přesto dál představovali značně silné vojenské uskupení a přinutili Šaku se stáhnout do KwaBulavajo, kde se také dostavil zbytek jeho mužů. Avšak k další ozbrojené konfrontaci nedošlo, neboť Zvide se spokojil s odehnáním zulských stád a odtáhl zpět na své území. V dalších měsících se díky rostoucímu věhlasu začali k Šakovu vojsku připojovat noví válečníci, kteří tvořili základ dalších ibuto. V tomto období si též podmanil klan Qvabe, jehož příslušní byli začleněni mezi lid Zuluů. Avšak náčelník Zvide se nevzdával myšlenky na odvetu a zdařilou diplomacií se mu podařilo získat podporu svazijských klanů na severu. Zároveň zavedl obdobu zulského oštěpu a v květnu 1819 s osmnácti tisícovým vojskem v čele s obávaným Sošangánem vpadl na Šakovo území. Jelikož si Šaka nemohl dovolit postavit se protivníkovi v otevřené bitvě, byl nucen vést vyčerpávající partyzánskou válku. V té mu poskytovaly značnou výhodu i chlapci z oddílů dibi, kteří se starali o týlové zabezpečení, zatímco nepřítel strádal žízní a hladem. Udeřil teprve ve chvíli, kdy se Sošangáne rozhodl stáhnout zpět za hranice jeho říše. Po dvoudenní vyčerpávající bitvě Šaka svého protivníka zcela zdecimoval a vzápětí se vydal k sedmdesát mil vzdálenému Zvidovu kraalu. Když se za tmy přiblížil k nepřítelově sídlišti, rozkázal svým mužům, aby zpívali ndwandvské vítězné písně. Obyvatelé, kteří vyběhli do tmy, aby přivítali své bojovníky, byli z větší části povražděni a kraal byl zapálen.

### Africké impérium
Zničením kmene Ndwandvey se původní území pod Šakovou nadvládou rozrostlo ze čtyř na 11 500 čtverečních mil. Vládce Zuluů se tak stal pánem oblasti od řeky Pongola na severu k toku Tugely na jihu a od řeky Ncome k pobřeží Indického oceánu. Pod svým velením měl nejméně 40 000 bojovníků, kteří byli téměř okamžitě schopni nastoupit na jeho rozkaz. Všichni tito muži procházeli každodenním výcvikem a jejich snaha vyniknout v boji postupně vzrůstala, neboť tak mohli dosáhnout žádoucích výhod, z nichž nejdůležitější byla možnost založit rodinu. Oddíly v počtu dva až tři tisíce lidí sídlily ve velkých kraalech, které byly rozmístěny po celé říši a nadále se dělily podle stáří a stupně výcviku bojovníků. V roce 1820 armáda pod Šakovým velením uskutečnila vpád přes řeku Mzinyathi a napadla klany Tembu a Cunu, kterým v bojích způsobila vysoké ztráty. Zanedlouho se Šaka stáhl, nicméně v zimě 1822 svůj nájezd opakoval a přinutil oba klany opustit oblast. Tyto a další výpady na území Natalu měly za následek mohutnou migraci více než dvou a půl milionu lidí a zpustošení rozlehlých oblastí západně od Dračích hor. Další výpravu Šaka vyslal směrem na sever a jejím velením byl pověřen jeho oblíbenec Mzilikazi, Zvideho vnuk. Ten se však obrátil proti Zuluům a porazil první oddíl, jenž proti němu Šaka vyslal jako trestnou výpravu. Před druhou silnější kárnou jednotkou spolu s třemi stovkami bojovníků ustoupil na území sothských klanů, kde vybudoval válečnický svaz s nímž podnikal výpady za hranice dnešní Botswany. V červenci 1824, v době, kdy Šakova říše dosáhla největšího rozmachu, navštívila KwaBulavajo osmičlenná britská expedice vedená Francisem Georgem Farewellem. Dvanáct tisíc válečníků Zuluů při této příležitosti cizince vítalo křikem a tancem a byl jim okázale předváděn královský harém (umdlunkulu) a stáda. Svou moc pak Šaka demonstroval i tím, že zdánlivě nahodile ukázal na někoho ve své blízkosti a označený byl neprodleně popraven. Návštěvníci z Anglie zůstali hosty v královském kraalu až do konce července a během svého pobytu se stali i svědky atentátu, při němž Šaka utržil hlubokou ránu do boku oštěpem. Poranění mu ošetřil jeden z členů expedice, bývalý asistent chirurga Henry Francis Fynn. Čtyři dny se vládce Zuluů pohyboval na hranici mezi životem a smrtí, po této době se léčba ukázala úspěšnou a Šaka se zotavil. V říjnu téhož roku se seznámil s dalším z Angličanů, šestnáctiletým Nathanielem Isaacsem, jenž si brzy získal jeho důvěru a později se zabýval obchodem se slonovinou. V roce 1826 Šaka založil nové sídlo KwaDakuza, jež bylo umístěno asi dva dny chůze od Port Natalu, kde v srpnu 1824 daroval Angličanům právo usadit se a půdu o rozloze tři a půl tisíce mil. Jasně tím dal najevo, že ostrovní Evropané v jeho úvahách hrají stále výraznější úlohu. Ti, v čele s Natanielem Isaacsem, mu téhož roku pomohli zúčtovat s klanem Kumalo pod vedením náčelníka Beje.

### Šakova smrt
V roce 1827 se Šaka, který se pokládal za vládce všech černých Afričanů, rozhodl vyslat delegaci ke králi Jiřímu, kterého na základě naprostého nedorozumění pokládal za krále bělochů sídlícího někde za hranicemi Kapska. Po odjezdu poselstva v prvních dnech měsíce října zemřela jeho matka Nandi (pravděpodobně na úplavici), což tragicky poznamenalo Šakovu osobnost. Podle svědectví Francise Fynna prý během jednoho dne nechal popravit sedm tisíc lidí a třetího dne bylo spolu s jeho Matkou pohřbeno deset služebných se zlámanýma rukama a nohama. Její hrob dostalo za úkol po celý rok střežit dvanáct tisíc ozbrojenců, jejichž potravu mělo zajistit patnáctitisícové stádo skotu shromážděné z celé země. Mimo to Šaka zakázal po celý následující rok zasévat a sklízet obilí a mléko mělo být ihned po nadojení vylito. Lidem byly zapovězeny sexuální styky a všechny těhotné ženy a jejich manželé měli být zabiti. Zároveň byly zabíjeny i krávy, které porodily telata. Dohledem nad těmito výnosy byly pověřeny ozbrojené oddíly, které putovaly po celém KwaZulu. Tato nařízení de facto odsoudila národ k hladomoru a ve chvíli, kdy se stalo utrpení nesnesitelným, veřejně proti Šakovi vystoupil muž jménem Gala, který jej pokáral, přičemž prohlásil, že Nandi není první osobou, jež v KwaZulu zemřela. Ke všeobecnému překvapení byl muž namísto popravy odměněn několika kusy skotu, načež vládce Zuluů některá nařízení odvolal.
Na jaře 1828 vyrazil Šaka na rituální lov hlambo, jenž patřil ke zvykovým ceremoniím při úmrtí významných osobností kmene. Pro tuto akci, která byla patrně jen záminkou pro vpád ze jižní hranice, shromáždil dvacet tisíc bojovníků, které u řeky Umzimkulu rozdělil do dvou útočných skupin. Induna Mdlaka byl pověřen vést operace proti Mpondům, induna Manjundela dostal za úkol potřít Themby. Oba velitelé se osvědčili, tažení skončilo úspěchem a způsobilo další násilné přesuny místního obyvatelstva, nicméně Manjundela byl zabit, načež Šaka nařídil popravu několika set vlastních bojovníků. Posléze se obrátil na sever k zátoce Delagoa, kde pronásledoval Sošangána. Jeho rozhodnutí však ve vojsku vyvolalo značné pobouření, neboť válečníci právě dokončili tažení a byli připraveni provést rituální očistu, rozejít se do vlastních domovů a užívat si dobyté kořisti. Teror, který zavládl po smrti Nandi, dál pokračoval. Šaka neustále nařizoval nové rozsudky smrti, navíc si odcizil armádu, kterou již nevedl osobně do bitev. Podle zpráv Evropanů do KwaDukuzu povolal tři stovky žen, kterých se dotázal, zda vlastní nebo kdy vlastnily kočku. Ať byla jejich odpověď jakákoliv, nechal většinu z nich zabít. Další těhotné ženy prý rozkázal rozpárat. Zdálo se, že se vládce Zuluů zbláznil, jeho chování se stalo nevypočitatelným a popudilo velkou část národa, z nějž stovky lidí hledaly útočiště u natalských Evropanů. Díky kombinaci těchto důvodů se v Šakově bezprostředním okolí zrodilo spiknutí. Senzangakonova sestra Mkabaji se svěřila Dinganovi a Mhlanganovi s podezřením, že jejich bratr otrávil Nandi. Její stížnost padla na úrodnou půdu, neboť oba byli velmi rozladěni, že Šaka odvolal od armády pomocné chlapecké oddíly dibi a válečníci si museli zbraně a potraviny nést sami. Po domluvě s indunou Mbopou a několika měsících příprav tedy vznikl plán na realizaci atentátu. V odpoledních hodinách 22. září 1828 se spiklenci spolu se zástupci Mbopova klanu dostavili k Šakovi na audienci. V jejím průběhu Dingane a Mhlangane nečekaně vrazili svému bratrovi oštěpy do boku. Ten se z posledních sil otočil a pokusil uprchnout, avšak všichni tři spiklenci jej záhy dostihli a připravili definitivně o život. V posledních okamžicích před smrtí prý vládce Zuluů svým vrahům sliboval, že jim za ušetřený život bude sloužit. Na jeho obranu se nepostavil žádný z přítomných a jeho tělo zůstalo na místě, kde skonal, až do rána. Po tvrdém sporu o následnictví se Šakovým následníkem stal jeho bratr Dingane, jenž se u moci udržel následujících dvanáct let.

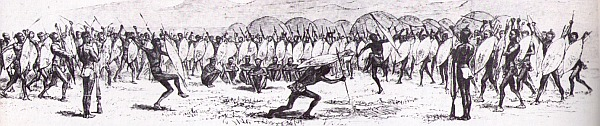
Nathaniel Isaacs: Uvítání Evropanů v Šakově rezidenci

## Důsledky Šakových výbojů
Doba zulské expanze byla pojmenovaná mfekane, což lze interpretovat jako epocha roztříštění nebo rozbití, neboť v ní byla rozbitá celá etnická struktura Natalu a její následky pocítily široké africké oblasti. Natal byl vinou Šakových mocenských ambicí téměř vylidněn a celá řada klanů a kmenů přestala existovat. Další byly podrobeny a integrovány do národa Zuluů, jiné byly přinuceny k masovému exodu, převážně do nepřístupných hornatých nebo k životu nevhodných krajů. Tento osud potkal Bhely, Cunuy, Zizie ad. Ti na útěku napadali zas jiné kmeny, které musely opustit svá tradiční teritoria a prchat i do značně vzdálených končin. V důsledku tohoto stěhování národů docházelo k vysokým ztrátám na životech, jejichž příčinou byly mimo nelítostných bojů i hlad a nemoci. Ve dvacátých letech 19. století byl vliv Šakovy expanze pociťován od hranice Kapské provincie na jihu až k území dnešního Malawi na severu, od břehů Indického oceánu až hluboko do vnitrozemí k pouštním kalaharským oblastem. První větší vlnu migrace, zapříčiněnou přímou Šakovou činností, spustily kmeny Tembu a Cunu v roce 1822. Společně s nimi byl ze svého území vytlačen i kmen Ngvanů, který zaútočil na usedlosti kmene Hlubiů. Ti při útěku napadli klany Sothů a kmen Tlokva, což byl začátek řetězové reakce, v jejímž důsledku byly v následujících letech zpustošeny rozsáhlé oblasti západně od Dračích hor a k opuštění tradičních sídlišť bylo přinuceno přes dva a půl milionu lidí. Mnoho z kmenů nebo klanů se změnilo v loupeživé tlupy, další se uchýlily ke kanibalismu.
Všechny tyto negativní stránky Šakovy činnosti vyvážil jedině fakt, že ze stovek rozdrobených klanů a malých kmenů vytvořil silný raně feudální stát s ojedinělou vojenskou organizací, jenž byl schopen odrazit i pozdější útoky Evropanů.

## Osoba a osobnost
Podle dochovaných zpráv dorostl Šaka v mohutného šest stop vysokého muže, jenž dokázal oštěpem zabít levharta nebo černou mambu. Od ostatních příslušníků národa byl prý velmi odlišný a řada autorů se nebrání úvahám o jeho údajné impotenci nebo homosexualitě. Tomu by napovídala i okolnost, že se nikdy neoženil a není známo, zda měl děti. Navíc ženy ve svém soukromém harému vždy důsledně označoval jako sestry (dlunkulu), nikoli jako manželky. Vychován bez otcovské autority se ve složitých životních podmínkách postupně stával přirozeným vůdcem intanga (oddíly, do nichž se organizovali chlapci z vesnic, dokud se nestali bojovníky), z nějž vyrostla osobnost se zřetelnými marginálními rysy, které jsou typické pro velké náboženské nebo politické vůdce. O traumatech, jež na jeho osobě zanechalo dětství, zcela zřetelně vypovídá tvrdý postup proti příslušníkům kmene Langeni, které za chování vůči jeho rodině nechal z větší části narazit na kůly a posléze popravit. Jeho schopnosti organizovat a inovovat tradiční bojové metody svědčí o tom, že byl obdařen vysokou inteligencí, což potvrdil i Francis Fynn, jemuž Šaka při každé příležitosti kladl otázky, které jej často přiváděly do úzkých. Pokud jde o směr dotazů, nejvíce jej zajímaly informace o britské monarchii a králi Jiřím. Před prvním setkáním s Angličany projevil i svou marnivost, neboť je požádal, aby se vzdálili, z důvodu, že není připraven na jejich příchod. Návštěvníci z Británie byli občas překvapení projevy infantilní radosti, kterou vládce Zuluů projevoval z některých drobných pozorností. Zapalovací účinky lupy neprodleně vyzkoušel na paži svého společníka a neváhal ani zkonzumovat obsah osobní lékárničky Francise Fynna. Evropané se však většinou setkávali spíš s odvrácenou stranou Šakovy osobnosti. Když se od Nataniela Isaacse dozvěděl, že král Jiří vlastní více vojáků než kolik má říše Zuluů mužů, žen, dětí a skotu dohromady, zmocnila se Šaky obava, že by Britové mohli napadnout KwaZulu. Následnou hádku se svými induny ukončil pak popravou osmi z nich. Zanedlouho se Isaacs stal i svědkem události, při níž bylo popraveno sedmdesát mladých mužů a žen z isigodlo (část obce Zuluů, kde byl umístěn panovníkův harém a dům Velké manželky) kvůli podezření z cizoložství. Zároveň nechal zabít všechny děti, které se v isigodlo narodily, k čemuž přispěl i vlastní rukou. Ačkoli Šaka dosáhl obrovských úspěchů v boji proti svým nepřátelům a dokázal z minima vybudovat nový národ, zůstávala v něm značná nedůvěra ve své nejbližší okolí, včetně příslušníků vlastní rodiny. Induny a nižší náčelníky zastrašoval tvrdými tresty, které je měly odradit od pokusů o oslabení centrální moci a každý náznak nepřátelství nebo vzpoury, byť byl shledán u vlastních příbuzných, řešil rozsudky smrti. Podle Evropanů prý málokterý den uplynul bez poprav, uskutečňovaným často pod nicotnou záminkou. Nicméně Šakova agresivita a brutalita se staly pověstnými již v začátcích jeho vojenské kariéry, neboť tam kde se jiní náčelníci spokojili s podrobením protivníka, on bez milosti vyhlazoval. Smrt byla pro jeho mentalitu mnohem mírnějším trestem, než kdyby měl provinilce zavírat do vězení, tak jak mu bylo vylíčeno, že se děje v Anglii. Po smrti matky se Šakova brutalita vystupňovala až k absurditě. Tisíce lidí bylo popraveno jen z toho důvodu, že údajně neprojevili dostatečnou lítost. Pod trestem smrti byly zakázány sexuální styky mezi sezdanými páry a popravena byla spolu se svým manželem také každá těhotná žena. Dokonce i krávy, které porodily telata, byly pozabíjeny, aby si prý jejich mláďata uvědomila, co znamená ztráta matky. Ačkoli se panovník Zuluů nezdráhal vydat rozkaz k zabití tisíců lidí, sám smrti nedokázal hrdě vzdorovat. Ve chvíli, kdy jej jeho bratři probodli oštěpy, sliboval, že jim výměnou za svůj život bude sloužit.

## Vojenské a civilní reformy

### Vojenství

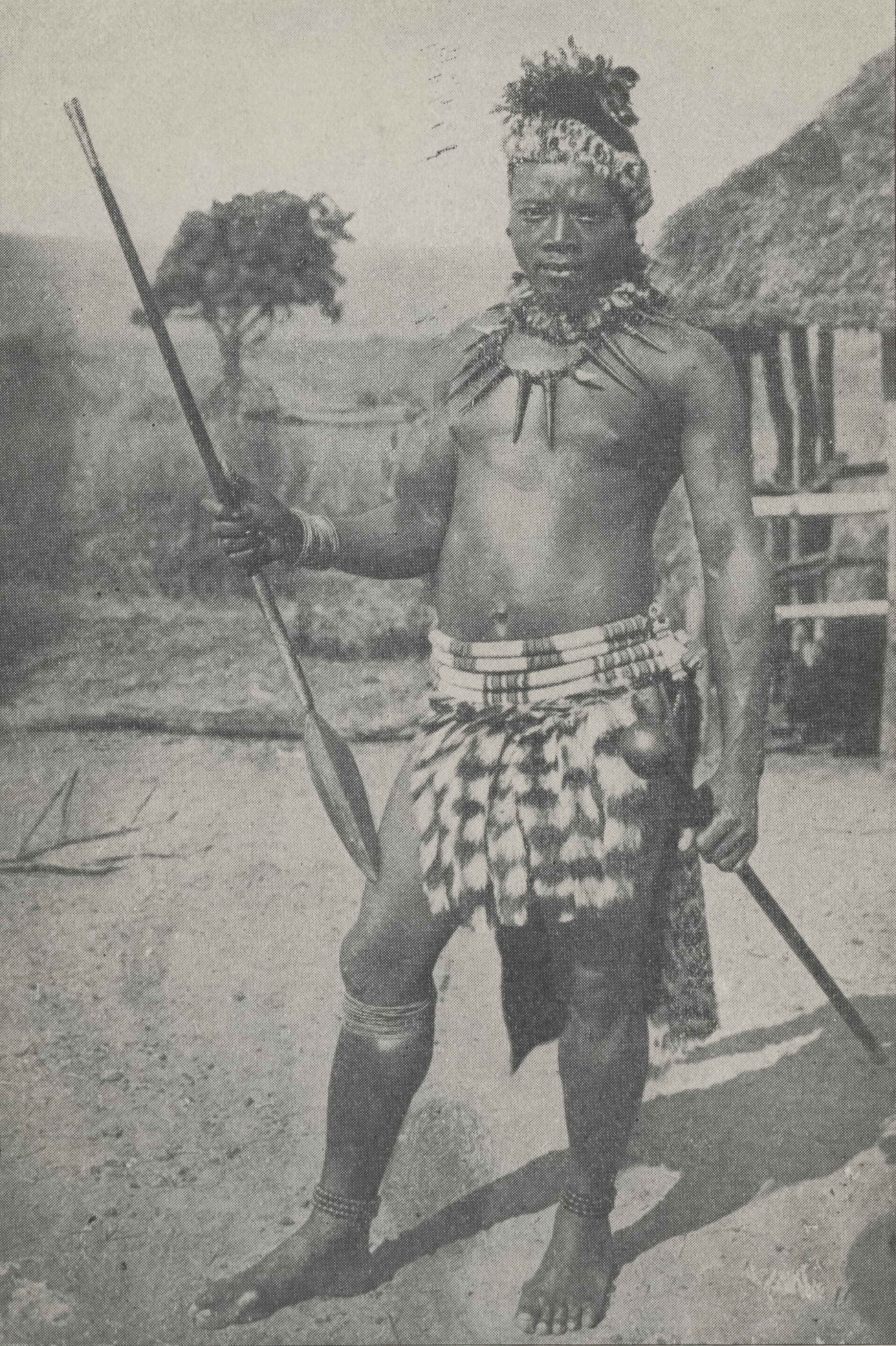
Fotografie z roku 1917 zachycující válečníka kmene Zuluů vyzbrojeného oštěpem iklwa téměř devadesát let po Šakově smrti

Šakova vojenská doktrína se zakládala na systému, který uplatňoval již jeho předchůdce Dingiswaja. Tím bylo zejména rozčlenění ozbrojených sil do čtyř tříd, nicméně přechod z jedné třídy do druhé se již neděl automaticky podle dosaženého věku, ale podle zásluh. Již jako náčelník podřízený Dingiswajovi Šaka vymyslel a zavedl do armády kratší typ oštěpu zvaný iklwa (klva), který se skládal z dlouhé ploché čepele a bytelné rukojeti, čímž se zbraň stala vhodnou pro boj zblízka. Bojovník, který nepřinesl svůj oštěp z bitvy zpět, byl neprodleně popraven. Štít Šaka vylepšil tak, aby nepřekážel v boji a umožnil co nejlepší krytí, čímž se změnil i v útočnou zbraň, kterou bojovník srazil svého protivníka k zemi předtím, než jej probodl oštěpem. Dále nechal své vojáky odložit sandále, aby byli rychlejší a na kamenité půdě i stabilnější. Výcvik válečníků zaměřil zejména na intenzivní trénink boje muže proti muži. Tyto reformy přinesly také změny v taktice; zulští bojovníci postupovali proti nepříteli v sevřených řadách kryti štíty, dokud nepřítel proti nim nevrhl svá kopí. Posléze se vrhli do boje na tělo, přičemž neporušovali své řady. Účinnost jednotek navíc umocňovalo rychlé a promyšlené přemisťování na bitevním poli. Šaka byl dále autorem taktické formace zvané impondo zankomo, neboli býčí rohy. Část válečníků při jejím uplatnění tvořila hruď armády, další byli zařazeni do rohů, jež rychle obkličovaly protivníka zleva a zprava a svíraly jeho boky. Zbytek vojska Šaka držel v záloze a využíval podle vývoje na bojišti. Oddíly, které čítaly dva až tři tisíce lidí, sídlily na královských statcích (vojenských kraalech) strategicky rozmístěných po celém území a dělily se podle stáří a stupně výcviku svých bojovníků. Tato sídla se vesměs skládala z několika chýší, ohrady pro dobytek, chráněného obydlí velitele nebo jeho zástupce a hradby z kůlů. Do oddílů Šaka zařazoval vrstevníky bez ohledu na jejich klanovou příslušnost, neboť příslušníci poražených kmenů nebyli včleněni do kmenového systému jako celky. Muži odcházeli do vojska, ženy do věkových tříd, kde čekaly, než se z nich stanou nevěsty bojovníků. V čele každého jednotlivého oddílu (impi) byl zkušený velitel (induna), který disponoval několikatisícovým stádem dobytka a byli mu podřízeni dva velitelé křídel (ibutho). Nejvýznamnější z indunů byli obvykle příbuzní vládce (inkosi). Postupem času každé impi neslo svůj název, který ho nějakým způsobem charakterizoval, navíc bojovníci každého statku se navzájem odlišovali barvou svých štítů. Před Šakovými reformami se mladí muži sdružovali podle věkových skupin do tzv. amabutho, kde se za prostřednictví iniciačních obřadů stávali muži. Tento stav byl i nadále zachován a příslušníci každé z těchto skupin spolu po celý život zůstávali spojeni silnými pouty. Každé amabutho se dále členilo na jednotky amavijo, jež čítaly padesát až sedmdesát mužů. Bojovníci z amavijo pocházeli z jednoho regionu a vůdce si volili z vlastních řad. Mezi muži Šakova vojska hrály důležitou roli i rituály. Například nejmladší válečníci museli holýma rukama zabít divokého černého býka, jehož maso po posvěcení magickými lektvary a upečení bylo rozdáno ostatním vojákům, aby mezi nimi vytvořilo pouto a přešla do nich síla a zuřivost zvířete. Bojovnost vojáků dále gradovaly i verbální útoky, jimiž se oddíly mezi sebou vyzývaly k soutěži, který z nich dobude více hrdinských skutků. Spojení mezi Šakou indunové udržovali pomocí kvalitně fungujícího systému rychlých poslů nebo za pomoci kouřových signálů.

### Civilní sféra
V civilní sféře Šaka rozbil dosavadní klanovou strukturu a stal se absolutním vládcem, jenž jmenoval všechny náčelníky, vojevůdce i rádce. Pro své potřeby ustanovil centrální radu, potažmo jakýsi poradní sbor (imbito nebo imbizó), který tvořili předáci (indunové) a starší klanů. Ti mohli svobodně vyjadřovat své názory a rady, avšak rozhodující slovo měl vždy sám Šaka. Současně byl i nejvyšším soudcem, vydavatelem nepsaných zákonů, vojenským velitelem, duchovním vůdcem a kouzelníkem. Centrální rada byla opřená o ústřední byrokratický aparát, jehož úředníci byli také jmenovaní ze Šakova rozhodnutí. Nejvýznamnější místa u dvora zastávali jeho příbuzní, kterým však i přes pokrevní svazek nedůvěřoval. Jako vládce byl Šaka největším majitelem stád a půdy a měl monopol na zahraniční obchod. Aristokracie, jež pod ním tvořila systém složité hierarchie, se na něm v postupném procesu stala naprosto závislou, neboť přidělování stád a pozemků opět řídil pouze podle vlastní vůle. Ústřední kraal nebyl jen rezidencí panovníka a shromaždištěm bojovníků před zahájením větších vojenských výprav, ale v období takzvaných „slavností první úrody" (umkhosi), se v něm odehrávaly i mnohé magické úkony, jež měly napomáhat k větší úrodě, rozmnožování dobytka a ke zdaru ve válce. V mírových časech bylo povinností nejnižších tříd starat se o dobytek a obdělávat pole nejen ve vlastnictví Šaky, ale také v držení šlechticů. Poddaní byli politicky i ekonomicky závislí na svém náčelníkovi, avšak všechny vztahy byly vyřizovány v terminologii i kategoriích rodové společnosti. Ústředním jazykem všech podmaněných klanů se stala zulština (inzulu, isiZulu), sjednotily se i místní zvyklosti a každý jednotlivec se stal příslušníkem jednotného zulského národa. Nicméně hlavním nositelem kolektivní zulské identity byla armáda, jejímž vedlejším a nezamýšleným produktem byl národ.